# 10. Infanterie-Division (Wehrmacht)
Die 10. Infanterie-Division und spätere 10. Panzergrenadier-Division war ein Großverband des Heeres der deutschen Wehrmacht. Sie wurde im Oktober 1934 in Regensburg im Wehrkreis VII als Infanterie-Division der 1. Aufstellungswelle unter dem Tarnnamen Kommandant von Regensburg aufgestellt und existierte bis zu ihrer Umbenennung in 10. Panzergrenadier-Division am 13. Juni 1943. Diese kämpfte noch bis Kriegsende an der Ostfront.

## Divisionsgeschichte

### Aufstellung
Die 10. Infanterie-Division (10. ID) wurde im Oktober 1934 in Regensburg mit Personal aus dem Wehrkreis VII unter dem Tarnnamen Kommandant von Regensburg aufgestellt, den sie bis zu ihrer Enttarnung am 15. Oktober 1935 trug.

### Anschluss Österreichs

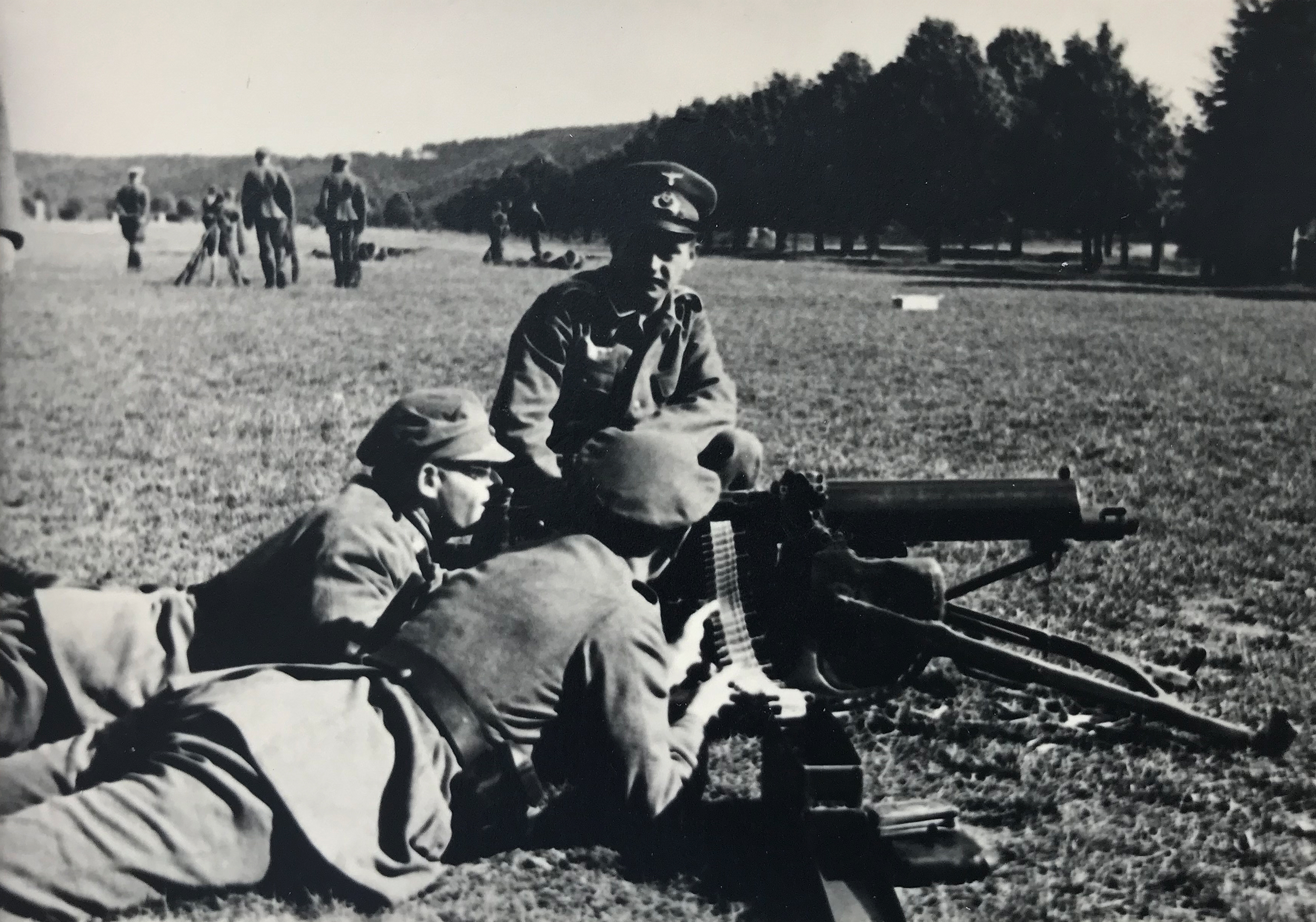
Ausbildung am MG 08 in Regensburg, 1937

In der ersten Woche des Monats März 1938 wurde die 10. ID, die seit Oktober 1937 im neugebildeten Wehrkreis XIII lag, in Alarmbereitschaft versetzt und nach Passau verlegt. Von dort aus überschritt sie ab 12. März 1938 beim sogenannten Anschluß die österreichische Grenze und zog am 18. März in Wien ein. Danach kehrte die Division wieder in ihre Garnisonen zurück.

### Besetzung der Tschechei
Am 15. März 1939 beteiligte sich die 10. ID an der Besetzung der Rest-Tschechei, kehrte jedoch schon wenige Wochen später wieder in ihre Heimat zurück.

### Polenfeldzug
Am 26. August 1939 wurde sie mobilisiert und nahm ab dem 1. September am Angriffskrieg gegen Polen teil. Die Division marschierte über Sieradz zum Ner nördlich von Lodz und sollte von dort nach Warschau vorstoßen. Der Division wurde jedoch auf ihrem Marsch die Aufgabe zugeteilt, die polnischen Angriffe an der Bzura zurückzuschlagen. Nach der erfolgreichen Teilnahme an der Schlacht an der Bzura konnte die 10. ID wieder ihren Vormarsch in Richtung Warschau fortsetzen und vereinigte sich am 17. September mit der Flügeldivision der 4. Armee. Nachdem die Division ihr Ziel erreicht hatte, blieb sie nach dem Ende der Kampfhandlungen in Polen bis Dezember 1939 als Besatzungstruppe in Warschau.
Im Dezember 1939 wurde die 10. ID als Reserve des Oberkommando des Heeres in den Raum Marburg verlegt.

### Westfeldzug
Nach Beginn des Westfeldzugs im Mai 1940 wurde die Division der 16. Armee unterstellt, die neue Divisionen der vorderen Frontlinie nachführen sollte. Ab dem 19. Mai 1940 wurde die 10. ID der 12. Armee unterstellt und ab dem 14. Mai am Oise-Aisne-Kanal zum Flankenschutz eingesetzt. Im Fall Rot nahm die 10. ID als Teil der 12. Armee am Vormarsch nach Südost-Frankreich teil. Sie marschierte westlich und südwestlich an Verdun vorbei, folgte der Maas auf der westlichen Seite und stand bei Beendigung des Westfeldzuges auf dem Plateau von Langres. Bis zum September wurde die Division als Besatzungstruppe eingesetzt und danach zur Motorisierung in die Heimat verlegt.

## 10. Infanterie Division (mot.)
Im Mai 1941 wurde die Division nach Polen verlegt. 

### Unternehmen Barbarossa
Ab dem 22. Juni 1941 nahm sie im Verband der Heeresgruppe Mitte am Angriff auf die Sowjetunion teil. Im Juni 1941 überquerte die 10. ID (mot.) mit der Panzergruppe 2 den Bug und die Pripjetsümpfe. Im Juli 1941 erfolgte bereits der Übergang über den Dnepr, die Eroberung von Bobruisk und Smolensk und im August 1941 der Angriff mit Panzer- und Infanterieverbänden der Panzergruppe 2 (Guderian) und der 2. Armee auf Gomel. Dabei wurden u. a. bei Gomel große Sowjetverbände eingekesselt und vernichtet. Im Winter 1941 unternahm die 2. Panzerarmee mit der 10. ID (mot.) von Tula aus einen Angriff auf Moskau, welcher jedoch zum Stehen gebracht wurde. In den Jahren 1942/43 war die 10. ID (mot.) weiterhin mit der Heeresgruppe Mitte bei Moschaisk, Juchnow, Spas-Demensk und Orel im Einsatz.

## 10. Panzergrenadier-Division
Am 13. Juni 1943 wurde sie in 10. Panzergrenadier-Division umgegliedert und -benannt und kämpfte weiter am Mittelabschnitt bis zur Kapitulation am 8. Mai 1945.

## Personen
| Dienstzeit                           | Dienstgrad      | Name                         |
| ------------------------------------ | --------------- | ---------------------------- |
| Aufstellung bis 1. März 1938         | Generalleutnant | Alfred Wäger                 |
| 1. März 1938 bis 5. Oktober 1940     | Generalleutnant | Konrad von Cochenhausen      |
| 5. Oktober 1940 bis 15. April 1942   | Generalleutnant | Friedrich-Wilhelm von Loeper |
| 15.–25. April 1942                   | Oberst          | Hans Traut                   |
| 25. April 1942 bis 2. Oktober 1943   | Generalleutnant | August Schmidt               |
| 2. Oktober bis 23. Dezember 1943     | Oberst          | Hans Mikosch                 |
| 23. Dezember 1943 bis 1. März 1944   | Generalleutnant | August Schmidt               |
| 1. März bis April 1944               | Oberst          | Walter Ackermann             |
| April bis 30. September 1944         | Generalleutnant | August Schmidt               |
| 30. September bis 28. November 1944  | Generalmajor    | Walter Herold                |
| 1. Dezember 1944 bis 20. Januar 1945 | Oberst          | Alexander Vial               |
| 21. Januar bis 9. Februar 1945       | Generalleutnant | August Schmidt               |
| 10.–11. Februar 1945                 | Oberst          | Georg Scholze                |
| 12. Februar bis Mai 1945             | Generalmajor    | Karl-Richard Kossmann        |

| Dienstzeit                            | Dienstgrad     | Name            |
| ------------------------------------- | -------------- | --------------- |
| 12. Oktober 1937 bis 1. Dezember 1939 | Oberstleutnant | Anton Glasl     |
| Dezember 1939 bis 14. Juni 1940       | Major          | Egon Woite      |
| 15. Juni 1940 bis 31. Januar 1941     | Major          | Carl Wagener    |
| Februar 1941 bis Mai 1942             | Oberstleutnant | Georg von Unold |
| Mai 1942 bis Umbenennung              | Major          | Karl Inghofer   |

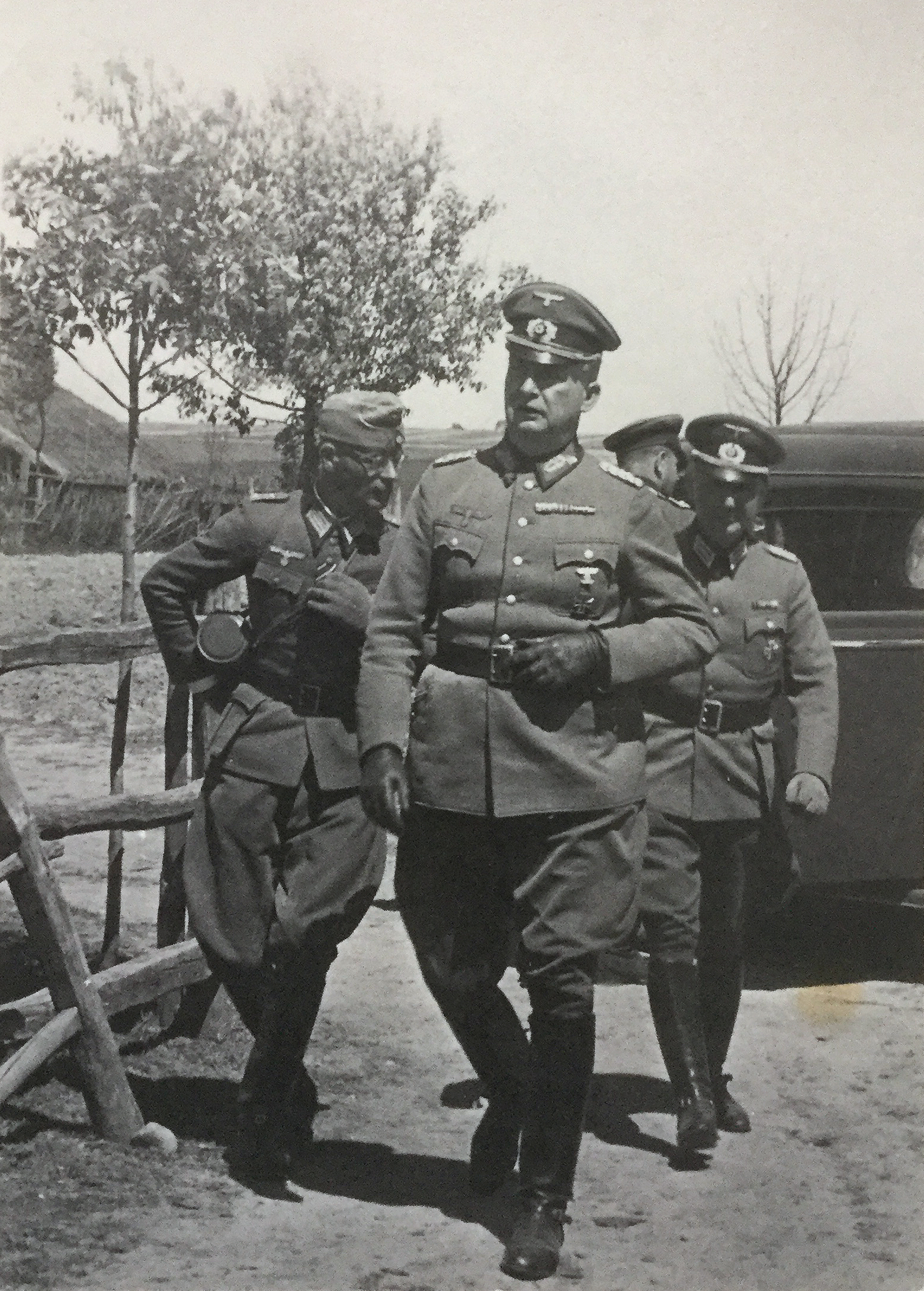
Konrad von Cochenhausen, Kommandeur der 10. ID von 1. März 1938 bis 5. Oktober 1940

- Christian Lohrey (* 3. August 1927 in Schonungen bei Schweinfurt; † 20. März 1996 in Schonungen)

Gefreiter Lohrey als Kompanietruppmelder in der 3. Kp./PzGrenRgmt. 41 war mit 17 Jahren jüngster Empfänger des Ritterkreuzes, das er am 11. März 1945 für die erfolgreiche Durchführung eines Stoßtrupps erhielt. Das Gefecht, in dem er sich besonders auszeichnete, war am sogenannten Sargberg (Gora Trupien), in der Nähe von Konradswaldau (Kondratów), Schlesien. Diese für das Gefecht wichtige Anhöhe sollte zurückerobert werden. Dieser Angriff war nach Beurteilung der Div.-Führung besonders schwer, da eine Artillerie-Vorbereitung mit Rücksicht auf die unterhalb der Kuppe noch haltende Gruppe einer genauen Regelung bedurfte. Es wurde befohlen, zunächst durch einen kampfkräftigen Spähtrupp, dem Lohrey angehörte, die genaue Lage bei der noch haltenden Abteilung der Nachbardivision festzustellen.
Der Gefreite Lohrey stieß unverhofft auf schanzende Russen. Eine Handgranatensalve seines Spähtrupps ausnutzend, stürmte er mit seinen Leuten entschlossen vor. Die Russen flüchteten und die Kuppe des für die Kampfführung entscheidenden Sargberges war wieder in deutscher Hand. Diese Tat hatte der Division einen vielleicht verlustreichen Angriff erspart.
- Ulrich de Maizière (* 24. Februar 1912 in Stade; † 26. August 2006 in Bonn)

diente vom 1. Mai 1943 bis zum 5. Oktober 1944 als Generalstabsoffizier in der 10. ID. Er wurde später General und Generalinspekteur der Bundeswehr.

## Gliederung
| 10. Infanterie-Div. 1939                                                   | 10. Infanterie-Div. (mot.) 1941                                 | 10. Infanterie-Div. (mot.) Sommer 1942                        | 10. Infanterie-Div. (mot.) Mai 1943                             |
| -------------------------------------------------------------------------- | --------------------------------------------------------------- | ------------------------------------------------------------- | --------------------------------------------------------------- |
| - Infanterie-Regiment 20 - Infanterie-Regiment 41 - Infanterie-Regiment 85 | - Infanterie-Regiment (mot.) 20 - Infanterie-Regiment (mot.) 41 | - Grenadier-Regiment (mot.) 20 - Grenadier-Regiment (mot.) 41 | - Infanterie-Regiment (mot.) 20 - Infanterie-Regiment (mot.) 41 |
|                                                                            | - Kradschützen-Bataillon 40                                     |                                                               | - Kradschützen-Bataillon 40                                     |
| - Artillerie-Regiment 10 - Artillerie-Regiment 46                          | - Artillerie-Regiment (mot.) 10                                 | - Artillerie-Regiment (mot.) 10                               | - Artillerie-Regiment (mot.) 10                                 |
| - Aufklärungs-Abteilung 10                                                 | - Aufklärungs-Abteilung (mot.) 10                               | - Panzer-Aufklärungs-Abteilung 110                            |                                                                 |
| - Beobachtungs-Abteilung 10                                                |                                                                 |                                                               |                                                                 |
| - Panzer-Abwehr-Abteilung 10                                               | - Panzer-Jäger-Abteilung 10                                     | - Panzer-Jäger-Abteilung 10                                   | - Panzer-Jäger-Abteilung 10                                     |
| - Pionier-Bataillon 10                                                     | - Pionier-Bataillon (mot.) 10                                   | - Pionier-Bataillon (mot.) 10                                 | - Pionier-Bataillon (mot.) 10                                   |
| - Infanterie-Divisions-Nachrichten-Abteilung 10                            | - Nachrichten-Abteilung (mot.) 10                               | - Nachrichten-Abteilung (mot.) 10                             | - Nachrichten-Abteilung (mot.) 10                               |
| - Feldersatz-Bataillon 10                                                  |                                                                 |                                                               |                                                                 |
| - Infanterie-Divisions-Nachschubführer 10                                  | - Infanterie-Divisions-Nachschubführer (mot.) 10                | - Divisionseinheiten 10                                       | - Divisionseinheiten 10                                         |

| 10. Panzergrenadier-Div. Juli 1944                            | 10. Panzergrenadier-Div. März 1945                          |
| ------------------------------------------------------------- | ----------------------------------------------------------- |
| - Panzer-Abteilung 7                                          |                                                             |
| - Grenadier-Regiment (mot.) 20 - Grenadier-Regiment (mot.) 41 | - Panzergrenadier-Regiment 20 - Panzergrenadier-Regiment 41 |
| - Panzer-Aufklärungs-Abteilung 110                            |                                                             |
| - Artillerie-Regiment (mot.) 10                               | - Panzer-Artillerie-Regiment 10                             |
| - Panzer-Jäger-Abteilung 10                                   |                                                             |
| - Pionier-Bataillon (mot.) 10                                 |                                                             |
| - Panzergrenadier-Divisions-Nachrichten-Abteilung 10          |                                                             |
| - Feldersatz-Bataillon 10                                     |                                                             |
| - Divisionseinheiten 10                                       | - Nachschubtruppen 10                                       |